# Орфей (бриг, 1821)
«Орфе́й» — бриг Черноморского флота Российской империи, участвовал в Русско-турецкой войне 1828—1829 годов.

## История службы
Бриг «Орфей» был спущен на воду 3 (15) июня 1821 года и вошёл в состав Черноморского флота. С 1821 по 1827 год он выходил в практические плавания по Чёрному морю. С июня 1828 года бриг оказывал помощь русской армии у западных берегов Чёрного моря. 8 (20) июля он поддерживал атаку на Кюстендже. Став на шпринг корабль в течение пяти с половиной часов обстреливал противника с расстояния ружейного выстрела, после чего крепость капитулировала. При этом потери среди экипажа составили 4 человека убитыми, 24 раненными, а сам бриг получил 66 пробоин, повреждения рангоута и такелажа. Для ремонта бриг ушёл в Одессу, после чего 16 (28) августа с отрядом подошёл к Варне, где стоял русский флот.
25 августа (6 сентября) «Орфей» вышел в крейсерство к Босфору, но во время шторма получил повреждения и 9 (21) сентября вернулся в Варну, а 14 (26) сентября ушёл в Севастополь на ремонт. В декабре 1828 года бриг ходил в пролив Босфор под парламентёрским флагом с вице-канцлером К. В. Нессельроде. С апреля следующего года корабль с эскадрой находился у Сизополя, выходя в крейсерство к Босфору. 4 (16) мая «Орфей» пленил три турецких судна, которые привёл в Сизополь, а 18 (30) мая потопил два судна турок.
12 (24) мая вместе с фрегатом «Штандарт» и бригом «Меркурий» «Орфей» вышел к Босфору и 14 (26) мая. На траверзе Пендераклии на виду показалась турецкая эскадра, значительно превосходящую по силам русский отряд. Поскольку необходимости принимать неравный бой не было, командир «Штандарта» капитан-лейтенант Павел Яковлевич Сахновский дал сигнал «Взять курс, при котором судно имеет наилучший ход». Русские корабли повернули в сторону Севастополя. «Штандарту» и «Орфею» удалось оторваться от преследования, а «Меркурий» был вынужден принять бой, в котором одержал блестящую победу.
С 3 (15) июня по 4 (16) июля бриг ходил в крейсерство к Синопу, во время которого потопил ещё одно турецкое судно. 8 (20) июля в составе эскадры А. С. Грейга «Орфей» подошёл к Мессемврии и через два дня участвовал в её взятии. Стоя с южной стороны бриг препятствовал отходу турок на гребных судах в Ахиолло. 11 (23) июля бриг высадил в Ахиолло десант, взявший в плен гарнизон, 13 пушек, запасы и недостроенный турецкий корвет, который позже вошёл в состав Черноморского флота под именем «Ольга». 21 июля (2 августа) «Орфей» совместно с фрегатом «Поспешный» высадил в Василико десант, который без боя овладел городом.
7 (19) августа вместе с отрядом капитан-лейтенанта К. Н. Баскакова «Орфей» подошёл к крепости Инада, обстрелял укрепления и высадил десант, взявший крепость. После этого бриг ходил в Мидию и Бургас, а 16 (28) сентября перешёл из Мессемврии в Одессу, а затем — в Севастополь.
В 1830 и 1831 годах бриг «Орфей» в составе отрядов действовал у Кавказского побережья. 8 (20) июля 1830 года в составе отряда капитан-лейтенанта С. А. Стерленгова «Орфей» участвовал в высадке десанта в Гагры, а с 13 (25) по 18 (20) августа осуществлял огневую поддержку войск, отражавших нападение горцев на Гагры.
С 1832 по 1834 год бриг занимал брандвахтенный пост в Севастополе, а в 1836 году был разобран.

## Командиры
Бриг «Орфей» в разное время ходил под командованием следующих капитанов:
1. 1821—1825 — Г. А. Папахристо
2. 1826 — Ф. И. Горбаненко
3. 1827 — Я. Я. Шостенко
4. С 1828 до 17 (29) июля 1829 года — Е. И. Колтовский
5. С 17 (29) июля 1829 года до июня 1832 года — Н. А. Власьев
6. С июня 1832 года — С. И. Скарятин
7. 1833—1834 — Н. А. Деантуани